# Afterschool
Afterschool è un film del 2008 scritto, diretto e montato dal regista italo-brasiliano Antonio Campos.

## Trama
In una prestigiosa scuola del New England, Robert, uno studente particolarmente introverso e tormentato, riprende per caso la morte per overdose di due compagne più grandi che conosceva a malapena, pur ammirandole per la loro bellezza. Le loro vite diventano il soggetto di un video che secondo il preside dovrebbe aiutare l'elaborazione del lutto collettivo. Nonostante abbia subito l'impatto psicologico dell'incidente più di tutti, il progetto è affidato proprio a Robert, per la sua nota passione per i video. La fascinazione del ragazzo per le immagini sconfina presto nel doloroso e ossessivo ricordo della morte delle compagne e nella volontà di capire il perché delle cose in modo che gli sembra insensato ed indifferente...

## Distribuzione
Il film è stato presentato il 18 maggio 2008 al 61º Festival di Cannes nella sezione Un Certain Regard, mentre è stato distribuito in Italia il 26 febbraio 2010 da Bolero Film.

## Critica
Per le scelte registiche, le atmosfere e le tematiche affrontate è stato associato a Elephant di Gus Van Sant, al documentario High School di Frederick Wiseman e alle opere di Michael Haneke (in particolare Benny's Video e Niente da nascondere) e ai film di Larry Clark e di Atom Egoyan.

## Riconoscimenti
Afterschool è stato candidato all'Independent Spirit Award per il miglior film d'esordio.